# 수라 (쌀)

수라벼는 대한민국 농촌진흥청 작물시험장에서 육성한 벼 품종이다.

## 역사
수라벼는 작물시험장 벼육종 연구진이 양질의 내도복성 품종을 얻기 위해 1988년 수원 345호에 칸토PL4를 교배하여 나온 잡종 1세대에 수원 345호를 역교배 시켰다. 1988년부터 1998년까지 10년에 걸쳐 육성한 뒤 1999년 국가목록등재 품종으로 결정이 되었으며, 각종 병해와 충해, 쌀 품질 검사 등을 거친 다음 우량 품종에 계통명 수원 427호를 부여했다. 2008년 11월 27일에는 서울 창덕궁 내 청의정에서 수라볏짚을 올리는 행사를 열었다.

## 특징
수라벼의 키는 75cm이며 잎의 빛깔은 녹색이다. 줄기는 보통 굵기이고 꼿꼿히 자라며 강하고 분얼개도와 이삭의 착립밀도는 보통이다. 벼알은 잘 떨어지지 않으며 까끄라기가 드물게 있으며 단원형이다. 백미는 투명하여 빛깔이 우수하며 호화온도와 아밀로오스 함량이 낮아 이로 밥을 지으면 윤기가 돌아 밥맛이 좋다고 한다.

## 내병충 및 내재해성
수라벼는 화봉벼, 안다벼, 소비벼, 남영벼 등의 품종과 함께 K1, K2 균에 강한 저항성을 가지고 있어서 재배농가의 안정화에 기여를 하고 있다고 한다. 이 품종은 또한 도열병과 줄무늬잎마름병에는 중정도의 저항성을 가지고 있다. 성숙기에는 도복에 강하고 수발아는 잘 안되는 편이라고 한다.

## 같이 보기
- 벼
- 쌀
- 화성벼